# Rhaphidophora
Rhaphidophora là một chi thực vật có hoa trong họ Ráy

## Hình ảnh

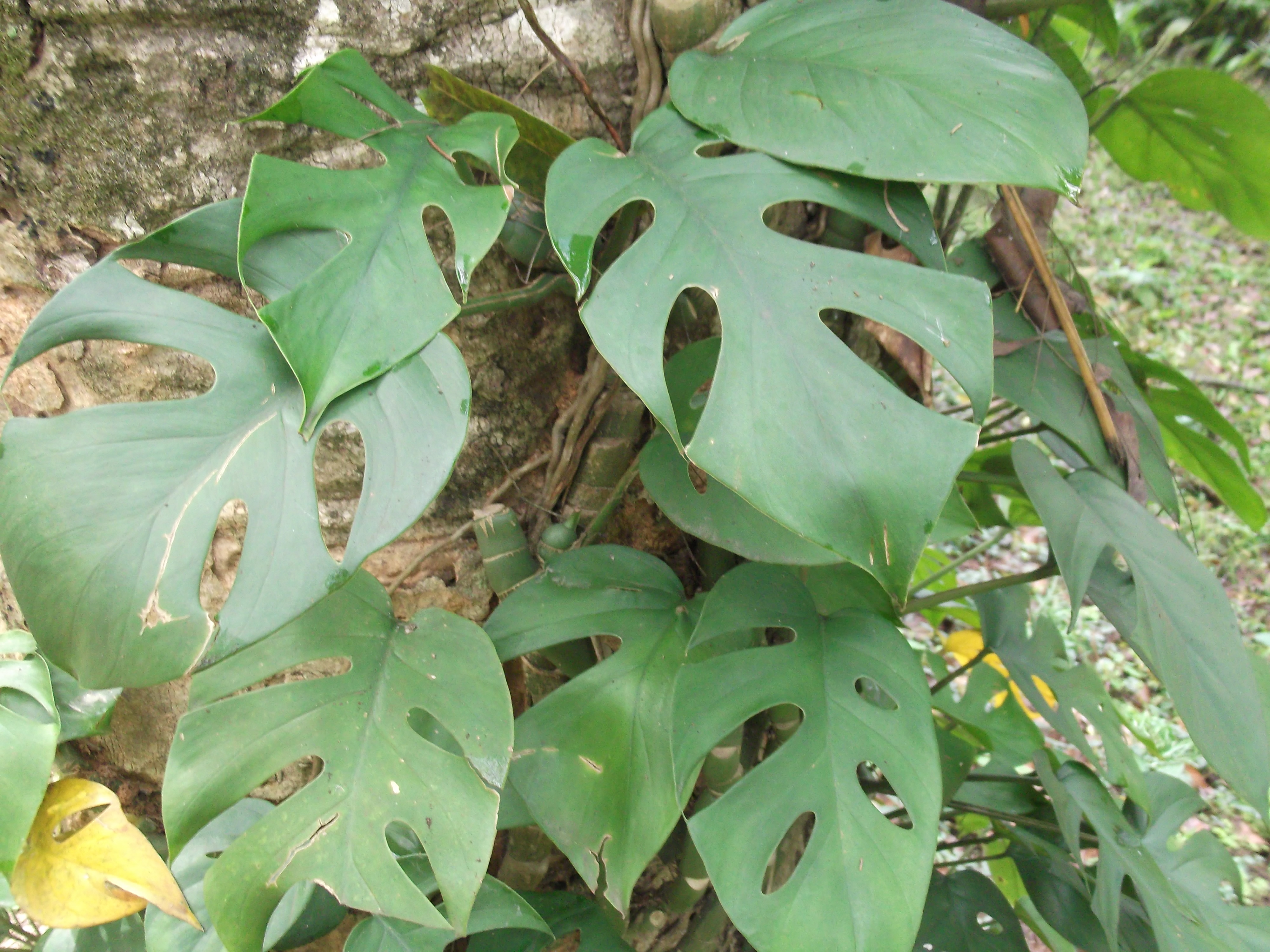
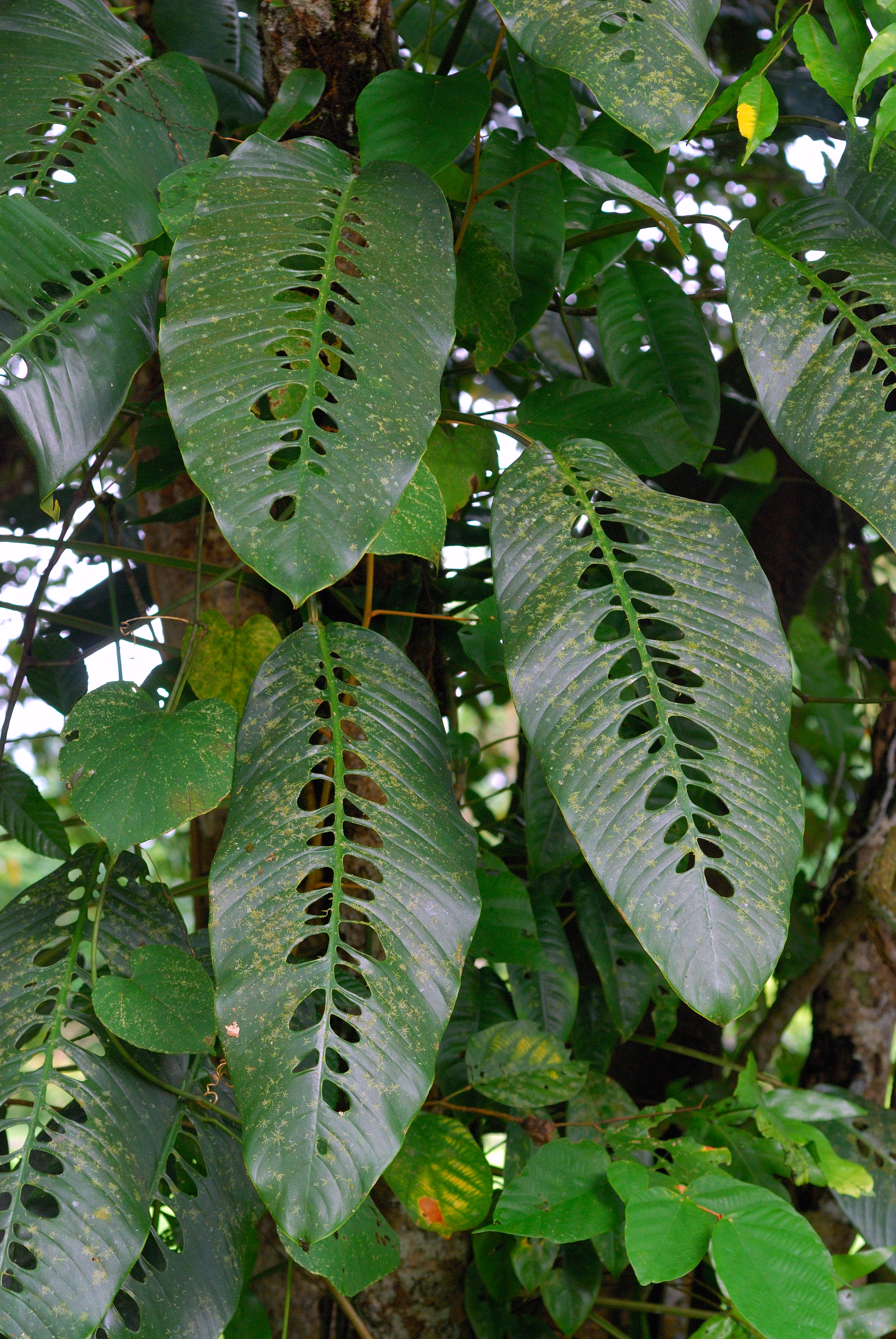

## Loài
Chi này gồm các loài sau:
- Rhaphidophora affinis
- Rhaphidophora africana
- Rhaphidophora caudata
- Rhaphidophora decursiva
- Rhaphidophora falcata
- Rhaphidophora rigida
- Rhaphidophora spuria
- Rhaphidophora tetrasperma